# فومارین
فومارین (به انگلیسی: Fumarin) با فرمول شیمیایی C۱۷H۱۴O۵ یک ترکیب شیمیایی با شناسه پاب‌کم ۸۳۳۵ است. که جرم مولی آن ۲۹۸٫۲۹ g/mol می‌باشد. 